# Priluk (Živinice)
Pour les articles homonymes, voir Priluk.
Priluk (en cyrillique : Прилук) est une localité de Bosnie-Herzégovine. Elle est située dans la municipalité de Živinice, dans le canton de Tuzla et dans la fédération de Bosnie-et-Herzégovine. Selon les premiers résultats du recensement bosnien de 2013, elle compte 2 319 habitants.

## Géographie
Le village est situé au bord du lac de Modrac.

## Histoire
La mosquée en bois de Priluk est inscrite sur la liste des monuments nationaux de Bosnie-Herzégovine.

## Démographie

### Évolution historique de la population dans la localité
| 1948 | 1953 | 1961  | 1971  | 1981  | 1991  | 2013  |
| ---- | ---- | ----- | ----- | ----- | ----- | ----- |
| -    | -    | 1 387 | 1 714 | 1 811 | 2 045 | 2 319 |

|  |